# 2014 UH192
2014 UH192 est un objet transneptunien précédemment classé comme objet épars mais qui serait probablement un twotino.

## Caractéristiques
2014 UH192 mesure environ 300 km de diamètre, ce qui le qualifie comme un candidat au statut de planète naine.